# ASF Bobo-Dioulasso
ASF Bobo-Dioulasso (Association sportive des fonctionnaires de Bobo-Dioulasso) ist ein Sportverein aus Bobo-Dioulasso, der zweitgrößten Stadt des westafrikanischen Staates Burkina Faso.

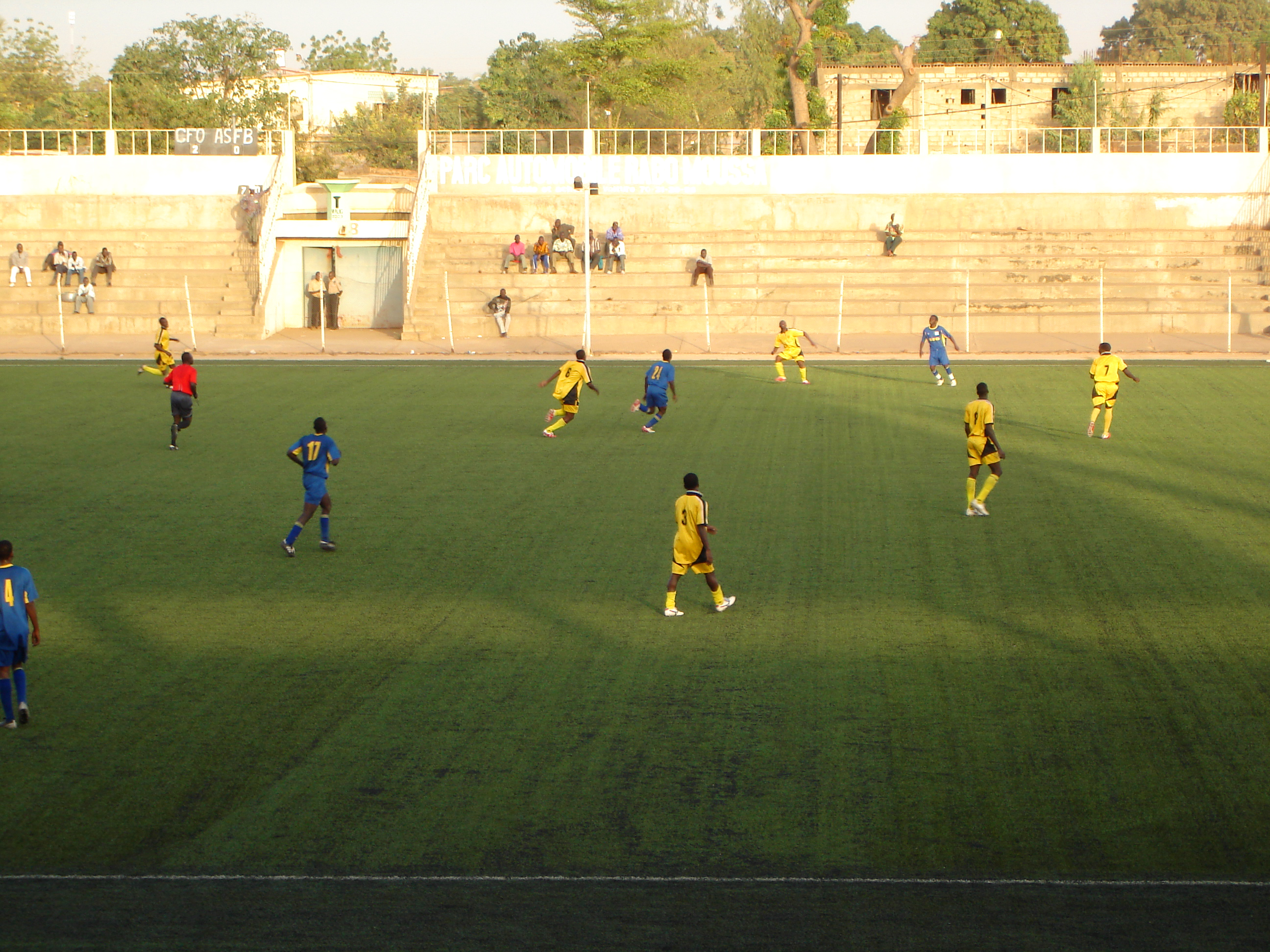
ASF Bobo-Dioulasso bei CF Ouagadougou (Saison 2007/08)

Gegründet wurde der Klub am 20. April 1948 von den Beamten (frz. fonctionnaires) Ousséni Diallo, Arsène Mobio, Tiémoko Camara, André Tall und Raoul Vicens.
Der Verein spielt in den Farben Schwarz und Gelb, wurde zweimal Burkinischer Meister (1961, 1966) und konnte fünfmal den nationalen Pokalwettbewerb gewinnen (1986, 1989, 1997, 1998, 2004). Der Meistertitel von 1961 war der erste, der nach der Unabhängigkeit des damaligen Obervolta ausgetragen wurde.
Die Teilnahme am Halbfinale des Pokalwettbewerbs von Französisch-Westafrika, der Coupe d’AOF, 1960 gegen Étoile Filante de Lomé (Togo) bedeutete den ersten größeren Erfolg einer obervoltaischen Mannschaft. Zu den Spielern zählten Seydou Bamba, Gilbert Da Silva (Kap Verde) und Bernard Ouédraogo. Die Saison 2006/07 schloss ASF auf dem 9. Rang ab. 2009 erfolgte der Abstieg in die Zweite Liga.
Bei internationalen Wettbewerben waren die Teams von ASF wenig erfolgreich, zuletzt nahmen Les Buffles 2005 am CAF Confederation Cup teil. Dabei gelang in der Ersten Runde ein 3:0-Sieg gegen Al-Ittihad (Libyen), dem aber eine 0:4-Niederlage im Rückspiel folgte.
Da das Stade Omnisports de Bobo-Dioulasso wegen hoher Unterhaltskosten derzeit nicht für Ligaspiele benutzt wird, trägt ASF seine Heimspiele im Stade Wobi aus.

## Statistik in den CAF-Wettbewerben
| Wettbewerb                    | Runde         | Gegner              | Hinspiel | Rückspiel           |  |
| ----------------------------- | ------------- | ------------------- | -------- | ------------------- |  |
|                               |               |                     |          |                     |  |
| CAF Champions Cup 1967        | Qualifikation | Augustinians Banjul | n. a.    | n. a.               |  |
|                               | 1. Runde      | FC Conakry II       | 0:2 (H)  | 1:1 (A)             |  |
| CAF Champions Cup 1970        | 1. Runde      | AS Real Bamako      | 0:3 (A)  | 2:2 (H)             |  |
| African Cup Winners’ Cup 1986 | Qualifikation | CD Elá Nguema       | 0:0 (A)  | 3:1 (H)             |  |
|                               | 1. Runde      | Al-Ahly Tripolis    | 1:0 (H)  | 1:5 (A)             |  |
| African Cup Winners’ Cup 1989 | 1. Runde      | ASC Linguère        | 1:0 (H)  | 1:2 (A)             |  |
|                               | 2. Runde      | Bendel United       | 1:3 (H)  | 0:2 (A)             |  |
| African Cup Winners’ Cup 1990 | 1. Runde      | Maghreb Fez         | 0:1 (H)  | 0:2 (A)             |  |
| African Cup Winners’ Cup 1994 | 1. Runde      | BCC Lions           | 1:2 (A)  | 0:0 (H)             |  |
| African Cup Winners’ Cup 1996 | 1. Runde      | Olympique Béja      | 0:6 (A)  | 1:2 (H)             |  |
| African Cup Winners’ Cup 1998 | 1. Runde      | Ghapoha Tema        | 0:3 (A)  | 1:1 (H)             |  |
| African Cup Winners’ Cup 1999 | 1. Runde      | Club Africain Tunis | 0:3 (A)  | 0:1 (H)             |  |
| CAF Confederation Cup 2005    | Qualifikation | Al-Ittihad          | 3:0 (H)  | 0:4 (A)             |  |
| CAF Champions League 2018/19  | Qualifikation | Cotonsport Garoua   | 3:1 (H)  | 1:3 (A) (3:5 n. E.) |  |

- 1967: Der Augustinians Banjul zog seine Mannschaft nach der Auslosung zurück.